# Илия Блъсков
Илия Рашков Блъсков е български писател. Със своите повести „Изгубена Станка“ (1865) и „Злочеста Кръстинка“ (1870) той става един от основоположниците на българската повествователна проза, наред с Васил Друмев и Любен Каравелов.

## Биография
Илия Блъсков е роден на 9 февруари 1839 година в село Дълбоки, Старозагорско. Син на книжовника Рашко Блъсков.
Негови братя са книжовникът Димитър, Георги и бъдещият генерал Андрей Блъсков. Първоначално учи при баща си, а по-късно в Девня при Константин Драгатов (1849) и в Русе при Парашекв Бояджиев (1851) Проявява старание в училище, но тежките морални и физически наказания, които се прилагат там убиват в него желанието  да се образова. В крайна сметка завършва начално училище при баща си (1853)
През 1857 година става учител в село Айдемир. През 1860 година се премества в Шумен. Там взима уроци от Добри Войников и френски при Атанас Гранитски. На 1 септември 1860 година отваря училище в Долна махала.
Събира и публикува народни умотворения, издава около 30 календара с актуални обществени проблеми, адаптира народни приказки и сръбски белетристични произведения. През 1865 година издава от името на баща си повестта „Изгубена Станка“, в чието написване участва активно като редактор Добри Войников. Тя става първото произведение в българската литература с предимно селска тематика. През 1870 година издава повестта „Злочеста Кръстинка“, съдържаща и критика на гръцкото духовенство в контекста на актуалната по това време борба за самостоятелна българска църква. Блъсков продължава да пише и публикува до началото на 20 век, но по-късните му произведения, като „Пиян баща, убиецът на децата си“ и „Двама братя“, имат скромни художествени качества и ограничен отзвук сред публиката.
Илия Блъсков умира през 1913 година в Шумен.

## Памет
На Илия Блъсков е наречена улица в квартал „Сухата река“ в София (Карта).
Според спомени на неговия внук Илия Блъсков, възрожденецът е бил погребан в двора на църквата Свети Три Светители, но по-късно е забравен. Фрагмент от надгробния му паметник е открит случайно през 90-те години, но гробът му е заличен.
Част от архивите му се съхраняват във фонд №10 на Българския исторически архив в Националната библиотека „Св. св. Кирил и Методий“.

## Творчески прояви

### Преводи
- „Тълкуванiе на десетте Божии заповеди“ (1857)
- „Живот на светаго Ивана Предтеча и на светаго Игнатия Богоносца“ (1863)

### Оригинални творби
Повести
- „Изгубена Станка“ (Болград, 1865)
- „Злочеста Кръстинка“ (1870)
- „Жален спомен за лютите рани на България през година 1876“ (1878)
- „Пиян баща убиец на децата си“ (1879)
- „Двама братя“ (1888)

Разкази
- „Главчо“ (1885)
- „Стоянчо“ (1885)
- „Донка хубавица“ (1886)
- „Хубава невеста Златка“ (1887)
- „Пенчю“ (1888)
- „Куцото учителче“ (1883)
- „Нещастна Калинка“ (1892)
- „Велчю“ (1896)
- „Дядо Добри“
- „Поп Марко“